# 吕米尼 (阿登省)
吕米尼（法語：Rumigny，法語發音：[ʁymiɲi]）是法国大東部大區阿登省的一个市镇，属于沙勒维尔-梅济耶尔区。

## 地理
吕米尼（49°48'31"N, 4°15'59"E）面积17.38 平方千米，位于法国大東部大區阿登省，该省份为法国北部内陆省份，西接埃纳省，南至马恩省，东临默兹省，北与比利时接壤。
与吕米尼接壤的市镇（或旧市镇、城区）包括：昂特尼、阿乌斯特、布朗什福斯和拜、博叙莱吕米尼、尚普兰、阿纳普、洛尼莱欧邦通、蒙圣让。

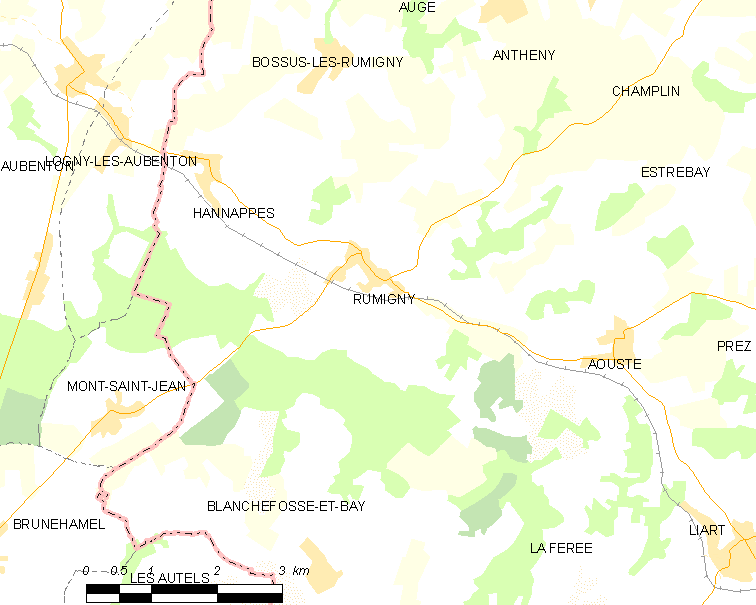
的OSM定位图

吕米尼的时区为UTC+01:00、UTC+02:00（夏令时）。

## 行政
吕米尼的邮政编码为08290，INSEE市镇编码为08373。

## 政治
吕米尼所属的省级选区为锡尼拉拜县。

## 人口

1962-2008年间人口变化图示

吕米尼于2022年1月1日时的人口数量为269人。